# Aage Myhrvold
Aage Myhrvold (* 22. Januar 1917 in Oslo; † 2. Februar 1991 ebenda) war ein norwegischer Radrennfahrer und nationaler Meister im Radsport.

## Sportliche Laufbahn
Bei den Olympischen Sommerspielen 1948 in London schied er im olympischen Straßenrennen beim Sieg von José Beyaert aus. Die norwegische Mannschaft kam in der Mannschaftswertung nicht in die Wertung.
Von 1937 bis 1940 gewann er die nationale Meisterschaft im Einzelzeitfahren über 100 Kilometer. Auch 1946 bis 1949 und 1951 bis 1953 gewann er diesen Titel. 1940 wurde er nationaler Meister im Straßenrennen. Weitere Titel errang in anderen Zeitfahrdisziplinen über verschiedene Distanzen sowie 1947, 1950 und 1952 in der Einerverfolgung bei den Bahnmeisterschaften Norwegens. 1952 siegte er im Eintagesrennen Tyrifjorden Rundt.
Aage Myhrvold war während des Zweiten Weltkriegs im Widerstand. Er half dabei, Juden aus Frankreich nach Spanien zu bringen. Myhrvold wurde bei einer dieser Rettungsaktionen gefangen genommen, konnte aber entkommen, indem er aus einem Zug sprang.